# Aachenosaurus
Aachenosaurus se refere a dois fragmentos fossilizados do que pensava-se ser a mandíbula de um dinossauro "bico-de-pato" (hadrossauro). Porém, para grande vergonha de seu descobridor Gerard Smets, os "fósseis" eram apenas madeira petrificada.
O nome Aachenosaurus, que pode ser traduzido como "Lagarto de Aachen", se deve ao fato dos fósseis terem sido encontrados nos depósitos de Aarchen de Moresnet.

## História
Os fósseis Aachenosaurus foram achados e nomeados pelo cientista (e abade) Gerard Smets no dia 31 de outubro de 1888, que também nomeou o tipo da espécie de Aachenosaurus multidens. Baseado nesses fragmentos, Smets determinou que o espécime era um hadrossauro que deveria medir de 4 a 5 metros de comprimento aproximadamente e possuir uma espinha dermal. Ele defendeu sua conclusão, argumentando que os fósseis foram examinados a olho nu, através de um lupa e com o auxílio um microscópio. Porém seu erro logo foi demonstrado por Louis Dollo. Inicialmente Smets tentou defender sua identificações mas foi provado errado novamente por uma comissão neutra, o que fez com que ele abandonasse completamente a ciência por pura vergonha.